# Alpenlaendische Dachsbracke
L'Alpenlaendische Dachsbracke (in tedesco Alpenländische Dachsbracke) è una razza di cani da caccia, di origini austriache. L'Alpenlaendische Dachsbracke è stato selezionato per rintracciare ungulati feriti, nonché cinghiale, lepre e volpe. È altamente efficiente nel seguire una pista anche dopo che si è raffreddata. Si tratta di un cane robusto e capace di affrontare le intemperie.

## Descrizione

### Aspetto

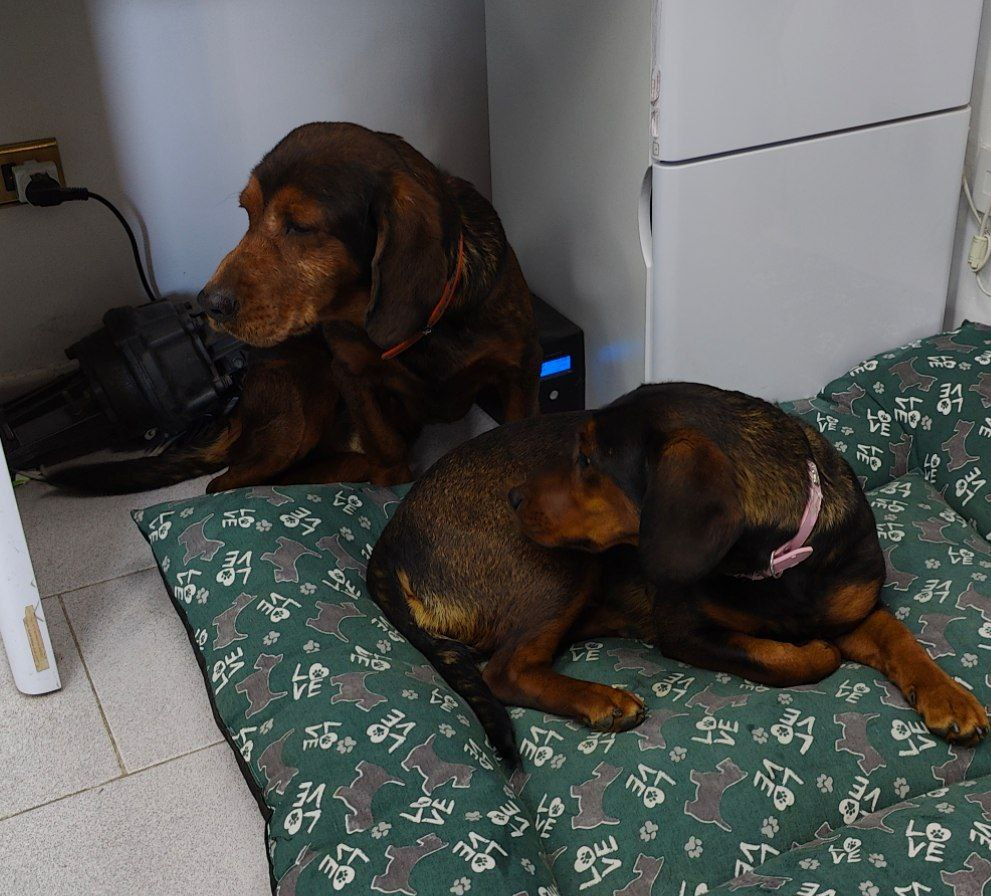
Due esemplari di Alpenlaendische Dachsbracke, a sinistra il maschio, a destra la femmina

Questo piccolo cane ha una leggera somiglianza con un bassotto, con zampe corte (anche se più lunghe di quelle di un bassotto) e un corpo lungo. Il mantello è denso, corto ma liscio tranne che per la coda e il collo. Gli occhi rotondi hanno un'espressione vivace. Essendo molto robusto, l'Alpenlaendische Dachsbracke è caratterizzato da una corporatura massiccia e ha una grande struttura ossea.
I colori più diffusi, spesso in combinazione fra loro, sono il rosso cervo scuro con o senza peli neri leggermente inframmezzati o il manto focato. Sono censiti esemplari anche neri con segni rosso-marroni su testa, petto, gambe, piedi e coda, oltre a una stella bianca sul petto (secondo l'American Rare Breed Association). L'altezza ideale per i maschi è di 37–38 cm e l'altezza ideale per le femmine è di 36–37 cm. Arti e piedi forti, con unghie e dita dei piedi nere e una pelle forte ed elastica sono caratteristiche che i giudici cercano nelle competizioni, insieme con un'andatura veloce al trotto. Il pelo di copertura deve essere molto folto, il sottopelo denso ed entrambi aderenti al corpo.
L'Alpenlaendische Dachsbracke pesa da 15 a 18 kg e ed è alto da 34 a 42 cm al garrese. Viene spesso confuso con il bassotto, poiché sono molto simili nell'aspetto.

### Temperamento
Usata efficacemente per rintracciare gli ungulati feriti, questa razza lavora agevolmente anche su terreni accidentati e in alta quota. È un buon compagno, anche se è principalmente un cacciatore e quindi è tenuto principalmente da cacciatori. Ha una personalità impavida, amichevole e intelligente. La maggior parte degli Alpenlaendische Dachsbracke si comporta impeccabilmente con i bambini e convive facilmente con altri cani e molti animali domestici, sebbene possano esibire un forte istinto predatorio, tipico di molti cani da seguita e da traccia.

## Storia
Gli Alpenlaendische Dachsbracke, come per gli altri bracchi, è databile intorno alla metà del XIX secolo. I Dachsbrache sono stati allevati per ottenere dimensioni inferiori incrociando i cani più grandi con i bassotti. Una volta era uno dei preferiti dei reali tedeschi. Nel 1880, un Alpenlaendische Dachsbracke aveva accompagnato il principe ereditario Rodolfo d'Asburgo in battute di caccia in Egitto e Turchia.
La Fédération cynologique internationale riconosce l'Alpenlaendische Dachsbracke nel Gruppo 6 "Segugi", Sezione 2 “Leash Hounds”.